# Mallahle
Der Mallahle, oder auch Malawi oder Sorc-ali genannt, ist der mittlere von drei Stratovulkanen (zusammen mit Asavyo und Nabro) im südlichen Bereich der äthiopisch-eritreischen Grenze am südöstlichen Ende der Danakil-Alpen. Er ist somit Teil des sogenannten Biduvulkankomplexes. Er wird von einer steilen sechs Kilometer breiten Caldera abgegrenzt und zeichnet sich durch rhyolithische Lavaflüsse aus. Die seitlichen Gefälle des Vulkans werden von basaltischen Lavaflüssen bedeckt. Junger Obsidian kann an der nordwestlichen Flanke aufgefunden werden. Älterer Obsidian befindet sich im nördlichen Bereich der Caldera. Es wird vermutet, dass unterhalb der Erdoberfläche keine Verbindung zu den Magmareservoirs der angrenzenden Vulkanen besteht.